# Nicky Hayden
Nicholas Patrick Hayden, detto Nicky (Owensboro, 30 luglio 1981 – Cesena, 22 maggio 2017), è stato un pilota motociclistico statunitense, campione del mondo MotoGP nel 2006 con la Honda.
Soprannominato Kentucky Kid, correva con il numero 69 (fatta eccezione per il 2007 in cui scelse il numero 1). In carriera ha vinto tre gare in MotoGP ed una in Superbike.
Hayden è morto il 22 maggio 2017, all'età di 35 anni, in seguito ad un incidente stradale mentre era in bicicletta, avvenuto il 17 maggio in Italia.

## Biografia

### Carriera
Cresciuto in una famiglia con la passione per le moto, Nicky vi si dedica fin da bambino, correndo inizialmente nei circuiti cross; il suo numero di gara abituale, il 69, è preso in prestito dal padre.  Nel 1998 passa alle derivate di serie, partecipando al campionato AMA Supersport e facendo inoltre la sua prima apparizione a livello internazionale nel campionato mondiale Supersport ottenendo una wildcard per la prova americana di Laguna Seca con una Suzuki GSX 600R del team Hypercycle Suzuki, ritirandosi in gara. Nel 1999 è campione dell'AMA Supersport con 372 punti e 5 vittorie stagionali in gara.
Nel 2000, all'esordio nell'AMA Superbike, ottiene un secondo posto nella classifica finale a soli 5 punti dal pluricampione della categoria Mat Mladin. Nel 2001 riesce a piazzarsi al terzo posto e nel 2002 vince il campionato diventando il più giovane campione della storia del campionato AMA Superbike ottenendo 9 successi.
Sempre nel 2002 corre come wildcard con una Honda RC51 del team American Honda la prova statunitense del campionato mondiale Superbike sul circuito di Laguna Seca, ottiene piazzamenti a punti in entrambe le gare classificandosi 26º in campionato. Esordisce in MotoGP nel 2003 con la RC211V del team Repsol Honda, con compagno di squadra Valentino Rossi, ottenendo due terzi posti (Pacifico e Australia) e terminando la stagione al 5º posto con 130 punti.
Nel 2004, con Alex Barros come compagno di squadra, ottiene due terzi posti (Brasile e Germania) e l'8º posto finale con 117 punti. In questa stagione è costretto a saltare il GP del Portogallo a causa di una frattura alla clavicola rimediata in un giro in supermoto. Nel 2005, con Max Biaggi come compagno di squadra, ottiene la sua prima vittoria negli Stati Uniti a Laguna Seca, oltre a due secondi posti (Australia e Comunità Valenciana), tre terzi posti (Germania, Qatar e Turchia) e tre pole position (Stati Uniti, Germania e Australia); a fine stagione è 3º con 206 punti.
Nel 2006, grazie a nove podi nelle prime undici gare e due vittorie (Assen e Laguna Seca), vince il mondiale della MotoGP, mantenendo la leadership della classifica iridata per quasi tutta la durata del campionato, dal terzo GP fino al penultimo, per un totale di tredici gare. A sei gare dal termine ha 34 punti di vantaggio su Daniel Pedrosa e 51 su Valentino Rossi, mentre a due gare dal termine conserva 12 punti di vantaggio su Rossi. Al GP del Portogallo, penultimo gran premio della stagione, viene trascinato fuori pista dal suo compagno di squadra Pedrosa, cosicché Rossi con il secondo posto si porta in testa alla classifica iridata con 8 punti di vantaggio. Ma all'ultimo Gran Premio della stagione a Valencia, Rossi, partito male dalla pole position, scivola nel tentativo di rimontare e Hayden, giungendo al terzo posto, diventa campione del mondo, interrompendo l'imbattibilità dell'italiano che aveva vinto tutti e quattro i campionati fino ad allora disputati della classe MotoGP. Gli altri podi della stagione furono: secondo posto in Qatar, Cina e Catalogna, terzo posto in Spagna, Turchia, Italia e Germania; ottenne anche una pole position in Australia.

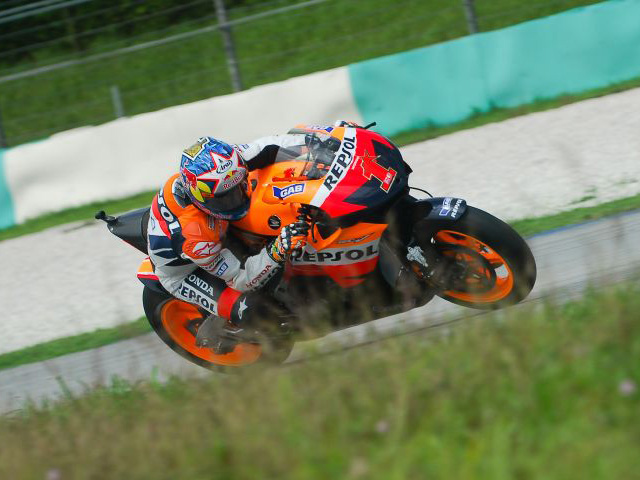
In sella alla Honda nel 2007.

Nel 2007 i risultati di Hayden, che si avvale del diritto di correre con il numero 1 di campione del mondo in carica, non sono all'altezza dell'anno precedente. Conclude il campionato in ottava posizione con 127 punti, con tre terzi posti come migliori risultati in gara (Olanda, Germania e Repubblica Ceca), oltre ad una pole position in Portogallo.
Nel 2008, tornato a correre con il 69, colleziona due podi (secondo a Indianapolis e terzo in Australia), con un totale di 155 punti e sesto posto in classifica. Nel 2009 passa al team Ducati, dove rimarrà per cinque anni. In sella a una Desmosedici GP9, con compagno di squadra Casey Stoner, ottiene un terzo posto a Indianapolis e il 13º posto finale con 104 punti.
Durante la stagione 2010, Hayden nel GP d'Aragona ottiene la terza posizione in gara, con la Ducati che riesce a portare tutte e due le moto sul podio. Termina la stagione al 7º posto con 163 punti. Nel 2011 ritrova come compagno Valentino Rossi dopo averlo avuto alla Honda. Ottiene un terzo posto in Spagna e termina la stagione all'8º posto con 132 punti.
Nel 2012 è costretto a saltare i Gran Premi di Indianapolis e Repubblica Ceca per la frattura di secondo e terzo metacarpo della mano destra rimediate nelle qualifiche del GP di Indianapolis.
Ottiene come miglior piazzamento un 4º posto in gara Malesia sotto la pioggia, mentre a Jerez riesce a partire dalla prima fila ottenendo un terzo tempo. Conclude la stagione al 9º posto con 122 punti. Nel 2013 ha per compagno di squadra Andrea Dovizioso. Ottiene come miglior risultato un quinto posto in Francia e termina la stagione al 9º posto con 126 punti.
Nel 2014 passa al team Drive M7 Aspar, alla guida di una Honda RCV1000R con specifiche Open; il compagno di squadra è Hiroshi Aoyama. In questa stagione è costretto a saltare il Gran Premio d'Italia a causa di un problema al polso destro, per poi essere sottoposto a un intervento chirurgico che non gli permette di correre: a Indianapolis, in Repubblica Ceca, Gran Bretagna e nel Gran Premio di San Marino. Ottiene come miglior risultato un ottavo posto in Qatar e termina la stagione al 16º posto con 47 punti.
Nel 2015 rimane nello stesso team, con compagno di squadra Eugene Laverty. Chiude la sua ultima stagione nella categoria al ventesimo posto con 16 punti. Il 6 novembre 2015 Hayden viene inserito nella hall of fame del motomondiale.
Dopo tredici anni nel motomondiale, per il campionato del 2016 decide di passare al mondiale Superbike a bordo di una Honda CBR1000RR SP del team Honda World Superbike. Il 15 maggio 2016, in occasione di Gara 2 sul Circuito di Sepang ottiene la sua prima vittoria nel Mondiale Superbike. Sempre nel 2016 è chiamato a sostituire l'infortunato Jack Miller per il Gran Premio di Aragona in MotoGP, in sella alla Honda RC213V del team Estrella Galicia 0,0 Marc VDS. In seguito alle fratture di clavicola e perone di Daniel Pedrosa, rimediate nelle prove libere del Gran Premio del Giappone a Motegi, Hayden viene chiamato a prendere il suo posto nel successivo appuntamento di Phillip Island. Il pilota del Kentucky riveste così, dopo otto anni, la tuta di pilota ufficiale HRC. Ottiene in tutto un punto. Nel mondiale Superbike chiude la stagione al quinto posto con 248 punti ottenuti. Nel 2017 rimane nel campionato mondiale Superbike, con lo stesso team e la stessa moto della stagione precedente. Il compagno di squadra è il tedesco Stefan Bradl.

### Vita privata
Aveva due fratelli, uno più piccolo e uno più grande, rispettivamente Roger Lee Hayden e Tommy Hayden, entrambi piloti professionisti; e due sorelle, una più grande, Jenny, e una più piccola, Kathleen.

### Morte
Il 17 maggio 2017, pochi giorni dopo il gran premio di Imola, rimane coinvolto in un incidente stradale mentre conduce una bicicletta nel circondario riminese sulla strada provinciale Riccione-Tavoleto nei pressi della zona artigianale di Misano Adriatico. In base alle ricostruzioni, Hayden non si sarebbe fermato ad uno stop e si sarebbe immesso sulla strada provinciale per attraversarla a 20 km/h, incurante dell'auto che lo ha travolto e che procedeva ad una velocità di 70 km/h su un tratto dove il limite è fissato a 50 km/h. Secondo quanto asserito dal perito di parte dell'autista, anche se il guidatore avesse rispettato questo limite l'impatto non si sarebbe potuto evitare.
Gravemente ferito (vasto edema cerebrale diffuso e varie fratture multiple dorsali e ad una gamba), è trasportato con massima urgenza e ricoverato in prognosi riservata prima all'ospedale di Rimini e poi trasferito all'Ospedale Maurizio Bufalini di Cesena, dove il pilota americano si spegne il 22 maggio, dopo cinque giorni trascorsi in coma, all'età di 35 anni. Rispettando la volontà dello stesso pilota, i suoi familiari hanno autorizzato il prelievo degli organi per la donazione a scopo di trapianto.
Le esequie sono state celebrate il 29 maggio nella cattedrale di Owensboro, città natale del pilota, dal vescovo William Francis Medley. Il suo corpo ha ricevuto sepoltura nel piccolo cimitero della chiesa battista di Grove, ad Owensboro.
Il 28 agosto 2018 il quotidiano Il Resto del Carlino riporta che la famiglia di Hayden ha chiesto un risarcimento di 6 milioni di euro all'investitore.
Il 10 ottobre 2018 l'investitore viene condannato con sospensione della pena ad un anno di reclusione, al ritiro della patente e al pagamento delle spese processuali per il reato di omicidio stradale. L'avvocato difensore dell'imputato annuncia ricorso in appello contro una sentenza a suo avviso viziata dalla notorietà del pilota.

## Risultati in gara

### Campionato mondiale Supersport
| 1998 | Moto   |  |  |  |  |  |  |     |  |  |  |  | Punti | Pos. |
| ---- | ------ |  |  |  |  |  |  | --- |  |  |  |  | ----- | ---- |
| 1998 | Suzuki |  |  |  |  |  |  | Rit |  |  |  |  | 0     |      |

| Legenda | 1º posto        | 2º posto            | 3º posto           | A punti      | Senza punti        | Grassetto – Pole position Corsivo – Giro più veloce |
| Legenda | Gara non valida | Non qual./Non part. | Ritirato/Non class | Squalificato | '-' Dato non disp. | Grassetto – Pole position Corsivo – Giro più veloce |

### Campionato mondiale Superbike
| 2002 | Moto  |  |  |  |  |  |  |  |  |  |  |  |  |  |  |  |  |   |    |  |  |  |  |  |  |  |  |  |  | Punti | Pos. |
| ---- | ----- |  |  |  |  |  |  |  |  |  |  |  |  |  |  |  |  | - | -- |  |  |  |  |  |  |  |  |  |  | ----- | ---- |
| 2002 | Honda |  |  |  |  |  |  |  |  |  |  |  |  |  |  |  |  | 4 | 13 |  |  |  |  |  |  |  |  |  |  | 16    | 26º  |

| 2016 | Moto  |   |   |     |   |   |     |   |   |   |   |   |   |   |   |     |   |   |   |   |    |     |   |   |   |   |   |  |  | Punti | Pos. |
| ---- | ----- | - | - | --- | - | - | --- | - | - | - | - | - | - | - | - | --- | - | - | - | - | -- | --- | - | - | - | - | - |  |  | ----- | ---- |
| 2016 | Honda | 9 | 4 | Rit | 5 | 6 | Rit | 3 | 6 | 9 | 8 | 8 | 1 | 5 | 6 | Rit | 6 | 3 | 5 | 3 | 10 | Rit | 9 | 4 | 4 | 5 | 7 |  |  | 248   | 5º   |

| 2017 | Moto  |    |     |   |   |    |     |    |   |     |    |  |  |  |  |  |  |  |  |  |  |  |  |  |  |  |  |  |  | Punti | Pos. |
| ---- | ----- | -- | --- | - | - | -- | --- | -- | - | --- | -- |  |  |  |  |  |  |  |  |  |  |  |  |  |  |  |  |  |  | ----- | ---- |
| 2017 | Honda | 11 | Rit | 9 | 7 | 10 | Rit | 14 | 9 | Rit | 12 |  |  |  |  |  |  |  |  |  |  |  |  |  |  |  |  |  |  | 40    | 17º  |

| Legenda | 1º posto        | 2º posto            | 3º posto           | A punti      | Senza punti        | Grassetto – Pole position Corsivo – Giro più veloce |
| Legenda | Gara non valida | Non qual./Non part. | Ritirato/Non class | Squalificato | '-' Dato non disp. | Grassetto – Pole position Corsivo – Giro più veloce |

### Motomondiale
| 2003 | Classe | Moto  |   |   |     |    |    |   |    |   |   |   |   |   |   |   |   |    |  |  | Punti | Pos. |
| ---- | ------ | ----- | - | - | --- | -- | -- | - | -- | - | - | - | - | - | - | - | - | -- |  |  | ----- | ---- |
| 2003 | MotoGP | Honda | 7 | 7 | Rit | 12 | 12 | 9 | 11 | 8 | 5 | 6 | 9 | 5 | 3 | 4 | 3 | 16 |  |  | 130   | 5º   |

| 2004 | Classe | Moto  |   |   |    |     |     |   |   |   |   |     |     |     |   |   |   |     |  |  | Punti | Pos. |
| ---- | ------ | ----- | - | - | -- | --- | --- | - | - | - | - | --- | --- | --- | - | - | - | --- |  |  | ----- | ---- |
| 2004 | MotoGP | Honda | 5 | 5 | 11 | Rit | Rit | 5 | 3 | 3 | 4 | Rit | Inf | Rit | 5 | 4 | 6 | Rit |  |  | 117   | 8º   |

| 2005 | Classe | Moto  |     |   |   |   |   |   |   |   |     |   |   |   |   |   |   |   |   |  | Punti | Pos. |
| ---- | ------ | ----- | --- | - | - | - | - | - | - | - | --- | - | - | - | - | - | - | - | - |  | ----- | ---- |
| 2005 | MotoGP | Honda | Rit | 7 | 9 | 6 | 6 | 5 | 4 | 1 | Rit | 3 | 5 | 7 | 4 | 3 | 2 | 3 | 2 |  | 206   | 3º   |

| 2006 | Classe | Moto  |   |   |   |   |   |   |   |   |   |   |   |   |   |   |   |     |   |  | Punti | Pos. |
| ---- | ------ | ----- | - | - | - | - | - | - | - | - | - | - | - | - | - | - | - | --- | - |  | ----- | ---- |
| 2006 | MotoGP | Honda | 3 | 2 | 3 | 2 | 5 | 3 | 2 | 1 | 7 | 3 | 1 | 9 | 4 | 5 | 6 | Rit | 3 |  | 252   | 1º   |

| 2007 | Classe | Moto  |   |   |   |    |     |    |    |    |   |   |     |   |    |   |   |     |   |   | Punti | Pos. |
| ---- | ------ | ----- | - | - | - | -- | --- | -- | -- | -- | - | - | --- | - | -- | - | - | --- | - | - | ----- | ---- |
| 2007 | MotoGP | Honda | 8 | 7 | 7 | 12 | Rit | 10 | 11 | 17 | 3 | 3 | Rit | 3 | 13 | 4 | 9 | Rit | 9 | 8 | 127   | 8º   |

| 2008 | Classe | Moto  |    |   |     |   |   |    |   |   |   |    |   |     |     |   |   |   |   |   | Punti | Pos. |
| ---- | ------ | ----- | -- | - | --- | - | - | -- | - | - | - | -- | - | --- | --- | - | - | - | - | - | ----- | ---- |
| 2008 | MotoGP | Honda | 10 | 4 | Rit | 6 | 8 | 13 | 8 | 7 | 4 | 13 | 5 | Inf | Inf | 2 | 5 | 3 | 4 | 5 | 155   | 6º   |

| 2009 | Classe | Moto   |    |     |    |    |    |    |   |   |   |    |   |   |     |   |    |   |   |  | Punti | Pos. |
| ---- | ------ | ------ | -- | --- | -- | -- | -- | -- | - | - | - | -- | - | - | --- | - | -- | - | - |  | ----- | ---- |
| 2009 | MotoGP | Ducati | 12 | Rit | 15 | 12 | 12 | 10 | 8 | 5 | 8 | 15 | 6 | 3 | Rit | 8 | 15 | 5 | 5 |  | 104   | 13º  |

| 2010 | Classe | Moto   |   |   |   |     |   |   |   |   |   |   |   |     |   |    |   |   |   |     | Punti | Pos. |
| ---- | ------ | ------ | - | - | - | --- | - | - | - | - | - | - | - | --- | - | -- | - | - | - | --- | ----- | ---- |
| 2010 | MotoGP | Ducati | 4 | 4 | 4 | Rit | 4 | 7 | 8 | 7 | 5 | 6 | 6 | Rit | 3 | 12 | 6 | 4 | 5 | Rit | 163   | 7º   |

| 2011 | Classe | Moto   |   |   |   |   |   |   |   |    |   |   |   |    |     |   |   |   |    |     | Punti | Pos. |
| ---- | ------ | ------ | - | - | - | - | - | - | - | -- | - | - | - | -- | --- | - | - | - | -- | --- | ----- | ---- |
| 2011 | MotoGP | Ducati | 9 | 3 | 9 | 7 | 8 | 4 | 5 | 10 | 8 | 7 | 7 | 14 | Rit | 7 | 7 | 7 | AN | Rit | 132   | 8º   |

| 2012 | Classe | Moto   |   |   |    |   |   |   |   |    |   |   |    |     |   |     |   |   |   |     | Punti | Pos. |
| ---- | ------ | ------ | - | - | -- | - | - | - | - | -- | - | - | -- | --- | - | --- | - | - | - | --- | ----- | ---- |
| 2012 | MotoGP | Ducati | 6 | 8 | 11 | 6 | 9 | 7 | 6 | 10 | 7 | 6 | NP | Inf | 7 | Rit | 8 | 4 | 8 | Rit | 122   | 9º   |

| 2013 | Classe | Moto   |   |   |   |   |   |     |    |   |   |   |   |   |   |   |     |   |   |   | Punti | Pos. |
| ---- | ------ | ------ | - | - | - | - | - | --- | -- | - | - | - | - | - | - | - | --- | - | - | - | ----- | ---- |
| 2013 | MotoGP | Ducati | 8 | 9 | 7 | 5 | 6 | Rit | 11 | 9 | 8 | 9 | 8 | 8 | 9 | 9 | Rit | 7 | 9 | 8 | 126   | 9º   |

| 2014 | Classe | Moto  |   |    |    |    |     |    |    |    |    |     |     |     |     |   |    |    |     |    | Punti | Pos. |
| ---- | ------ | ----- | - | -- | -- | -- | --- | -- | -- | -- | -- | --- | --- | --- | --- | - | -- | -- | --- | -- | ----- | ---- |
| 2014 | MotoGP | Honda | 8 | 11 | 11 | 11 | Rit | NP | 12 | 17 | 14 | Inf | Inf | Inf | Inf | 9 | 14 | 10 | Rit | 13 | 47    | 16º  |

| 2015 | Classe | Moto  |    |    |    |    |    |     |     |    |    |    |    |    |    |    |    |     |    |    | Punti | Pos. |
| ---- | ------ | ----- | -- | -- | -- | -- | -- | --- | --- | -- | -- | -- | -- | -- | -- | -- | -- | --- | -- | -- | ----- | ---- |
| 2015 | MotoGP | Honda | 17 | 13 | 16 | 17 | 11 | Rit | Rit | 16 | 16 | 16 | 17 | 12 | 17 | 15 | 13 | Rit | 16 | 17 | 16    | 20º  |

| 2016 | Classe | Moto  |  |  |  |  |  |  |  |  |  |  |  |  |  |    |  |    |  |  | Punti | Pos. |
| ---- | ------ | ----- |  |  |  |  |  |  |  |  |  |  |  |  |  | -- |  | -- |  |  | ----- | ---- |
| 2016 | MotoGP | Honda |  |  |  |  |  |  |  |  |  |  |  |  |  | 15 |  | 17 |  |  | 1     | 26º  |

| Legenda | 1º posto        | 2º posto            | 3º posto            | A punti      | Senza punti        | Grassetto – Pole position Corsivo – Giro più veloce |
| Legenda | Gara non valida | Non qual./Non part. | Ritirato/Non class. | Squalificato | '-' Dato non disp. | Grassetto – Pole position Corsivo – Giro più veloce |

## Altri risultati
(Lista incompleta - fonte Rivista Motosprint e sito ufficiale del pilota)
| Anno | Classe                        |
| 1998 | 4º AMA Supersport 750         |
| 1998 | 4º AMA Supersport 600         |
| 1999 | 1º AMA Supersport 600         |
| 1999 | 2º Serie Formula Xtreme       |
| 2000 | 2º AMA Superbike Championship |
| 2000 | 12º Pro Honda 600 Supersport  |
| 2001 | 3º AMA Superbike Championship |
| 2002 | 1º AMA Superbike Championship |
| 2002 | 1º 200 miglia di Daytona      |